# Pectinocallimus sericeus
Pectinocallimus sericeus là một loài bọ cánh cứng trong họ Cerambycidae.